# Meganerilla swedmarki
Meganerilla swedmarki är en ringmaskart som beskrevs av Boaden 1961. Meganerilla swedmarki ingår i släktet Meganerilla och familjen Nerillidae. Arten är reproducerande i Sverige. Inga underarter finns listade i Catalogue of Life.